# Хесус-Гомес-Португаль
Хесус-Гомес-Португаль (исп. Jesús Gómez Portugal) — город в центральной части Мексики, на территории штата Агуаскальентес. Входит в состав муниципалитета Хесус-Мария.

## Географическое положение
Хесус-Гомес-Португаль расположен в центральной части штата, на расстоянии приблизительно 4 километров к северу от города Агуаскальентес. Абсолютная высота — 1880 метров над уровнем моря.

## Население
Согласно данным, полученным в ходе проведения официальной переписи 2005 года, в городе проживало 9639 человек (4689 мужчин и 4950 женщин). Насчитывалось 2117 домов. По возрастному диапазону население распределилось следующим образом: 44,8 % — жители младше 18 лет, 50 % — между 18 и 59 годами и 5,2 % — в возрасте 60 лет и старше. Уровень грамотности среди жителей старше 15 лет составлял 96,9 %.
По данным переписи 2010 года, численность населения Хесус-Гомес-Португаля составляла 11 589 человек. Динамика численности населения города по годам:
| 2000 | 2005 | 2010   |
| ---- | ---- | ------ |
| 7845 | 9639 | 11 589 |